# Jean François Campmas
Pour les articles homonymes, voir Campmas.
Jean François Campmas, né le 1746 à Monestiés (Tarn) et mort le 21 mars 1817 à Albi, est un médecin et député français.

## Biographie
Docteur en médecine à Monestiés dans le Tarn, la première sénéchaussée du Languedoc l'envoie siéger comme député aux États généraux. Il n'y aurait jamais prononcé une parole. 
Ne pas le confondre avec Pierre Jean Louis Campmas.